# Chiesa di San Giovanni Battista (Brescia)
La chiesa di San Giovanni Battista è la parrocchiale di Stocchetta, frazione di Brescia, in provincia e diocesi di Brescia; fa parte della zona pastorale di Brescia Nord.

## Storia
Una cappella a Stocchetta risultava già esistente nel Seicento; questo edificio venne interessato da un rifacimento nel XVIII secolo.
La chiesa fu eretta a parrocchiale il 27 febbraio 1860 dal vescovo di Brescia Girolamo Verzeri; all'epoca faceva parte del vicariato di Concesio.
Nel 1932 venne costruito il campanile e, il 18 aprile 1954, la chiesa entrò a far parte del vicariato urbano di Brescia, come decretato dal vescovo Giacinto Tredici il 24 marzo precedente.
Il nuovo altare postconciliare rivolto verso l'assemblea venne realizzato nel 1971 e nel 1982 si provvide ad eseguire le decorazioni dell'interno; il 14 aprile 1989, in ossequio al Direttorio diocesano per le zone pastorali, la parrocchia fu aggregata alla zona pastorale di Brescia Nord.

## Descrizione

### Esterno
La facciata a capanna della chiesa, rivolta ad occidente, è suddivisa da una cornice marcapiano in due ordini, entrambi tripartiti da quattro lesene tuscaniche: quello inferiore presenta al centro il portale d'ingresso con coronatura mistilinea e in quello superiore, terminante con il timpano semicircolare, si apre invece una finestra.
Ad alcuni metri dalla parrocchiale sorge il campanile a base quadrata, la cui cella presenta su ogni lato una monofora ed è coronata dalla cupola poggiante sul tamburo.

### Interno
L'interno dell'edificio si compone di un'unica navata, sulla quale si affacciano le cappelle laterali e le cui pareti sono scandite da lesene sorreggenti il cornicione aggettanti sopra il quale si imposta la volta; al termine dell'aula si sviluppa il presbiterio a base quadrangolare.